# Sava (Italie)
Pour les articles homonymes, voir Sava.
Sava est une commune italienne de la province de Tarente, dans la région des Pouilles. Située dans l'arrière-pays du Salento, la ville est connue principalement pour sa production de vin et d'huile d'olive.

## Géographie
Le territoire de la commune est situé dans le nord du Salento, dans la région vallonnée des Murge tarantine. Le village est situé à environ 107 mètres d'altitude, à environ 28 kilomètres de Tarente, la capitale provinciale. À proximité de la ville se trouve le Monte Bagnolo, une des plus hautes collines des Murge tarantine avec 124 mètres.
Les communes limitrophes sont : Fragagnano, Francavilla Fontana, Lizzano, Manduria, Maruggio, San Marzano di San Giuseppe, Torricella.

## Histoire
Quelques restes datant de 300 avant notre ère, trouvés dans la zone de Agliano, attestent une présence grecque dans le territoire actuel de Sava. On peut supposer qu'il s'agissait d'un avant-poste tarentin dans le sud du Salento, peuplé par les Messapes. À la fin du VIIe siècle, les Byzantins et les Lombards se partagent les Pouilles : une muraille de modeste dimension faite de pierres calcaires est construite, appelée le « mur des Grecs ». La frontière court de la côte adriatique au sud de Brindisi jusqu'à la côte ionienne : le territoire actuel de Sava en est traversé, de la localité La Zingara jusqu'au Monte di Magalastro.
Bien qu'il n'existe pas de documents prouvant l'origine du village de Sava, la majorité des historiens locaux s'entendent sur le fait que sa fondation date du XVe siècle. Cependant, l'historien P. Coco soutient que l'origine pourrait être plus ancienne. Sa thèse s'appuie sur un document dans lequel le roi Alphonse II de Naples accorde une permission de ventes des hameaux de Pasano, Aliano, Albaro et Sava en utilisant le terme « inhabités », ce qui laisserait supposer qu'ils aient pu être habités précédemment. Dans les premières années du XIVe siècle, les hameaux d'Aliano et Pasano étaient encore habités par quelques familles qui avaient une vie plutôt misérable jusqu'à ce qu'il disparaissent, dans la seconde moitié du siècle, par la dévastation de leurs terres à cause des luttes entre les Angevins et les Aragonais pour la conquête de Naples.
En 1520, le fief est cédé par la famille Mayro de Nardò à la famille noble Prato de Lecce, qui s'en occupe jusque 1630.
En 1743, Sava, Aliano et Pasano sont donnés aux Jésuites avec l'accord de Charles de Bourbon, roi de Naples. En 1767, la Compagnie de Jésus est supprimée et le gouvernement local passe dans les mains des commissaires royaux.
En 1798, le noble tarentin Giuseppe De Sinno acquiert par l'Association de l'Éducation les deux fermes d'Aliano et Pasano, ainsi que beaucoup d'autres biens par la suite, y compris le palais baronal avec toutes ses terres et ses rentes.
Sava obtient l'autonomie communale avec les lois anti-féodales de l'époque napoléonienne. En 1806, la ville devient une circonscription du district de Tarente, dépendant de la province de Terre d'Otrante. La subdivision administrative de la commune de Sava comprend les villages voisins de Torricella et Monacizzo (qui formeront en 1869 Lizzano), Fragagnano et San Marzano.
En 1810, Pietro D’abramo devient le premier maire de la commune.
Après l'unification de l'Italie, la province Terre d'Otrante devient la province de Lecce et ses quatre districts - Lecce, Gallipoli, Brindisi et Tarente - deviennent des districts du royaume d'Italie. Son démembrement commença en 1923, quand sa partie occidentale fut érigée en « province ionnienne » (provincia dello Jonio), renommée « province de Tarente » en 1951.
Durant le XXe siècle, la population de Sava, comme les communes voisines, a subi une forte émigration vers l'Italie du Nord, et dans une moindre mesure, vers l'Europe du Nord.
Le 19 août 1976, une puissante tornade a touché la ville de Sava et la campagne environnante. Ses précipitations abondantes et ses vents violents ont provoqué de nombreux dégâts.

## Population et société
Les Savais parlent le savais, la version locale du salentin brindisien.

## Culture et patrimoine
Sava abrite un musée de l'huile et un musée ethnologique.
On trouve quelques vestiges archéologiques autour de Sava. Des restes du Mur des Grecs sont conservés et visibles dans la zone de Pasano. Il semblerait que le sanctuaire de Pasano repose sur les ruines d'un ancien lieu de culte païen. D'autre part, on trouve dans la zone d'Aliano des traces de temples dédiés à Déméter et Dionysos.
Le Palais baronnal, qui abrite la mairie depuis 1884, a été construit en tuf local par Pompeo Prato entre 1533 et 1575 sur le site d'un édifice antérieur. Il a été modifié au fil du temps, mais conserve cependant les structures typiques des XVe et XVIIe siècles, avec un portail en pierre de taille. Dans les fondations du palais se trouve un vieux moulin à huile.
On trouve de nombreuses églises et chapelles catholiques à Sava. Le monument le plus remarquable est le sanctuaire de la Vierge de Pasano, qui date de 1712.

## Économie
L'économie locale est essentiellement agricole. En dépit de l'expansion urbaine de ces dernières décennies, l'agriculture savaise se concentre sur les vignes et les oliveraies pour la production d'huile d'olive. La production viticole utilise un cépage très ancien afin de produire le Primitivo di Manduria, un vin rouge DOC à forte teneur en alcool.

## Administration
| Période                                  | Période | Identité   | Étiquette | Qualité |
| ---------------------------------------- | ------- | ---------- | --------- | ------- |
| 2012                                     |         | Dario Laia | FLI       |         |
| Les données manquantes sont à compléter. |         |            |           |         |